# Diocèse de Yongjia

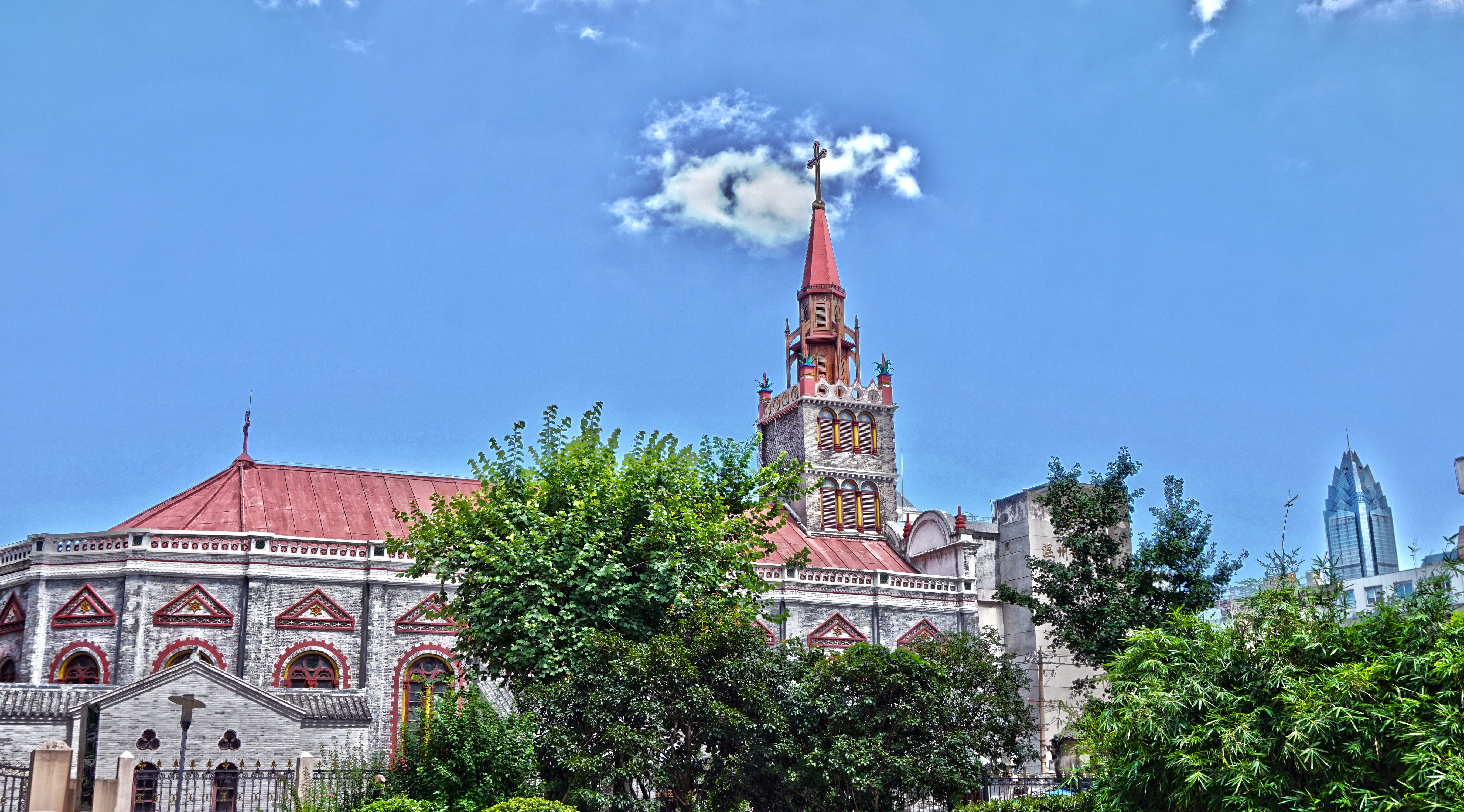
Cathédrale Saint-Paul de Wenzhou.

Le diocèse de Yongjia (Dioecesis Iomchiavensis), communément appelé diocèse de Wenzhou, est un siège de l'Église catholique en Chine, suffragant de l'archidiocèse de Hangzhou. Le siège est vacant.

## Territoire
Le diocèse comprend une partie de la province du Zhejiang.
Le siège épiscopal est la ville portuaire de Wenzhou (dans la zone de Yongjia autrefois Yung-chia), et le district de Lucheng, où se trouve la cathédrale Saint-Paul de Wenzhou construite en 1888.

## Histoire
La région est évangélisée depuis les années 1870 par les missionnaires lazaristes français. Le diocèse est érigé le 3 mars 1949 par la bulle Ecclesiasticas in catholico de Pie XII, recevant son territoire du diocèse de Ningbo (Ning-Puo).
À cause de l'arrivée des troupes communistes de Mao Tsé-Toung dans la région en mai 1949 et la prise de pouvoir des communistes dans toute la Chine en octobre 1949, le Saint-Siège ne peut procéder à la nomination d'un évêque et le diocèse est géré par un administrateur apostolique; mais en 1992, un évêque est consacré dans la clandestinité avec l'accord de Rome, Mgr Jacques Lin Xili. Il est bientôt arrêté par la police pour activité illégale et passe de nombreuses années en prison, puis est mis en résidence surveillée. Il meurt à l'hôpital le 14 octobre 2009. 
En 2011, un évêque nommé par les autorités est signalé en la personne de Mgr Vincent Zhu Weifang. Il meurt en septembre 2016,. L'organisation du diocèse est rendue difficile par la main mise des autorités gouvernementales sur les nominations et la gestion, tandis qu'une partie des fidèles suit le clergé resté loyal envers Rome.
Selon les sources journalistiques, le diocèse est communément appelé diocèse de Wenzhou, du nom de la ville du siège épiscopal.

## Ordinaires
- Sede vacante
  - André-Jean-François Defebvre, C.M. † (1950 - 1951) (administrateur apostolique)
  - Paul Su Pai-lu † (15 juin 1951 - 1980) (administrateur apostolique)
  - Fang Zhi-gang † (27 avril 1960 consacré - ? décédé)
  - Jacques Lin Xili † (22 février 1992 consacré - 4 octobre 2009, décédé)
  - Vincent Zhu Weifang † (23 décembre 2010 - 7 septembre 2016, décédé)
  - Pierre Shao Zhumin, succède le 7 septembre 2016[5]

## Statistiques
En 2011, le diocèse comprenait environ 110.000 fidèles, avec 188 églises et chapelles; une vingtaine de prêtres et 15 séminaristes.